# 朝鮮半島地方區分
朝鲜半岛的地方區分（韓語：지방 구분）乃該半岛传统上的非正式地域划分。根据历史境界、地理境界或方言境界而分。一些地区与行政区划重叠。很多地方称谓至今仍在使用，例如岭东高速公路。

## 地方一览

朝鮮八道示意圖

朝鲜八道示意图

- 海西地方（해서 지방） - 相当于黄海道。“海”指海州；黄海道位于高丽时代的首都开城以西，因此得名。
- 關西地方（관서 지방） - 相当于平安道。又叫西北地方。此处的“关”意为“铁岭关”，位置位于今朝鲜高山郡高山邑正南方。
- 關東地方（관동 지방） - 相当于江原道。“关”的意思同样是铁岭关。
- 嶺西地方（영서 지방） - 江原道太白山脈（白頭山脈）西側、即春川市、原州市等地。这里的“岭”指的是“大关岭”，位于今韩国江原道平昌郡东北侧。
- 嶺東地方（영동 지방） - 江原道太白山脈（白頭山脈）東側、即江陵市、束草市等地。这里的“岭”指的同样是大关岭。
- 關南地方（관남 지방） - 咸鏡道南部。此处“关”的意思是摩天岭山脉，位于盖马高原东侧，从长白山延续到日本海。此说法如今已不常用。
- 關北地方（관북 지방） - 一般指整个咸镜道，此时“关”指铁岭关；若指咸镜道北部，则“关”指摩天岭山脉。单指咸镜道北部的说法如今不常用。
- 京畿地方（경기 지방） - 相当于京畿道一带，即首都汉阳（今首尔特別市）近郊。由于朝鲜战争的关系，今天的京畿道范围比京畿地方小。
- 湖西地方（호서 지방） - 相当于忠清道。这里的“湖”不是湖泊，而是别称“湖江”的锦江。
- 畿湖地方（기호 지방） - 京畿地方与湖西地方的合稱，这两地风土人情有相近之处。
- 湖南地方（호남 지방） - 相当于全羅道。“湖”同样指锦江。
- 嶺南地方（영남 지방） - 相当于慶尚道。“岭”同样指大关岭。

## 关联项目
- 大韓民国行政区划
- 朝鮮民主主義人民共和国行政区划